# Sciophila
Sciophila is een muggengeslacht uit de familie van de paddenstoelmuggen (Mycetophilidae).

## Soorten
- S. acuta Garrett, 1925
- S. adamsi Edwards, 1925
- S. agassis Garrett, 1925
- S. antiqua Chandler, 1987
- S. arizonensis Zaitzev, 1982
- S. balderi Zaitzev & Okland, 1994
- S. baltica Zaitzev, 1982
- S. bicuspidata Zaitzev, 1982
- S. bifida Garrett, 1925
- S. buxtoni Freeman, 1956
- S. caesarea Chandler, 2001
- S. californiensis Zaitzev, 1982
- S. canadensis Zaitzev, 1982
- S. cliftoni Edwards, 1925
- S. conformis Zaitzev, 1982
- S. cordata Zaitzev, 1982
- S. corlutea Chandler in Chandler & Blasco-Zumeta, 2001
- S. delphis Chandler in Chandler & Blasco-Zumeta, 2001
- S. distincta Garrett, 1925
- S. dziedzickii Edwards, 1925
- S. emarginata Zaitzev, 1982
- S. eryngii Chandler, 1994
- S. exserta Zajtsev, 1982
- S. fasciata Say, 1823
- S. fenestella Curtis, 1837
- S. festiva Zaitzev, 1982
- S. fridolini Stackelberg, 1943
- S. fuliginosa Holmgren, 1883
- S. gagnei Zaitzev, 1982
- S. garretti Zaitzev, 1982
- S. geniculata Zetterstedt, 1838
- S. grisea Walker, 1848
- S. habilis Johannsen, 1910
- S. hebes Johannsen, 1910
- S. hirta Meigen, 1818
- S. iberolutea Chandler & Blasco-Zumeta, 2001
- S. impar Johannsen, 1910
- S. incallida Johannsen, 1910
- S. insignis Zaitzev, 1982
- S. insolita Santos Abreu, 1920
- S. insueta Zaitzev, 1982
- S. interrupta (Winnertz, 1863)
- S. iowensis Zaitzev, 1982
- S. jakutica Blagoderov, 1992
- S. karelica Zaitzev, 1982
- S. krysheni Polevoi, 2001

- S. laffooni Zaitzev, 1982
- S. limbatella Zetterstedt, 1852
- S. longua Garrett, 1925
- S. lutea Macquart, 1826
- S. minuta Zaitzev, 1982
- S. mississippiensis Khalaf, 1971
- S. modesta Zaitzev, 1982
- S. montana Zaitzev, 1982
- S. neohebes Garrett, 1925
- S. nigronitida Landrock, 1925
- S. nonnisilva Hutson, 1979
- S. notabilis Zaitzev, 1982
- S. novata Johannsen, 1910
- S. ochracea Walker, 1856
- S. pallipes Say, 1824
- S. parahebes Zaitzev, 1982
- S. parviareolata Santos Abreu, 1920
- S. persubtilis Polevoi, 2001
- S. pluridentata Zaitzev, 1982
- S. plurisetosa Edwards, 1921
- S. pseudoflexuosa Kurina, 1991
- S. quadratula (Loew, 1869)
- S. rufa Meigen, 1830
- S. salassea Matile, 1983
- S. septentrionalis Zaitzev, 1982
- S. setosa Garrett, 1925
- S. severa Johannsen, 1910
- S. silvatica Plotnikova, 1962
- S. spinifera Zaitzev, 1982
- S. subbicuspidata Zaitzev & Okland, 1994
- S. sublimbatella Zaitzev, 1982
- S. thoracica Stæger, 1840
- S. vakulenkoi Stackelberg, 1943
- S. varia (Winnertz, 1863)
- S. vockerothi Zaitzev, 1982
- S. zaitzevi Bechev, 1988